# 3a cerimònia dels Premis César
La 3a cerimònia dels Premis César — també coneguts com Nuit des César — que premiava les pel·lícules estrenades el 1977, va tenir lloc el 4 de febrer de 1978 a la Salle Pleyel.
Va ser presidida per Jeanne Moreau i retransmesa a Antenne 2, presentada per Pierre Tchernia.
La pel·lícula que ha obtingut major el nombre de candidats (vuit) i el major nombre de premis (set) és Providence d'Alain Resnais, seguida de Le Crabe-Tambour de Pierre Schoendoerffer, amb sis nominacions i tres premis.

## Presentadors i ponents
- Robert Enrico, president de l'Académie des Arts et Techniques du Cinéma
- Jeanne Moreau, presidenta de la cerimònia
- Victor Lanoux, Roger Pierre, Jean-Pierre Aumont, mestres de cerimònia
- Annie Girardot i Philippe Noiret per l'entrega del César a la millor actriu
- Françoise Fabian, Pierre Richard, Victor Lanoux, Gene Wilder per l'entrega del César al millor actor
- Olivia de Havilland, Robert Stack per l’entrega del César a la millor pel·lícula estrangera

## Guanyadors i nominats
Els guanyadors s'indiquen en negreta.
| Millor pel·lícula - Providence d'Alain Resnais - Le Crabe-Tambour de Pierre Schoendoerffer - La dentellière de Claude Goretta - Nous irons tous au paradis d'Yves Robert                                                                                          | Millor director - Alain Resnais per Providence - Pierre Schoendoerffer per Le Crabe-Tambour - Luis Buñuel per Cet obscur objet du désir - Claude Miller per Dites-lui que je l'aime                                                            |
| Millor actor - Jean Rochefort per Le Crabe-Tambour - Alain Delon per La mort d'un home corrupte - Charles Denner per L'home a qui agradaven les dones - Gérard Depardieu per Dites-lui que je l'aime - Patrick Dewaere per El jutge Fayard anomenat el xèrif      | Millor actriu - Simone Signoret per La vie devant soi - Brigitte Fossey per Les Enfants du placard - Isabelle Huppert per La dentellière - Miou-Miou per Dites-lui que je l'aime - Delphine Seyrig per Repérages                               |
| Millor actor secundari - Jacques Dufilho per Le Crabe-Tambour - Michel Aumont per Des enfants gâtés - Jean-François Balmer per L'amenaça - Jean Bouise per El jutge Fayard anomenat el xèrif - Philippe Léotard per El jutge Fayard anomenat el xèrif             | Millor actriu secundària - Marie Dubois per L'amenaça - Florence Giorgetti per La dentellière - Nelly Borgeaud per L'home a qui agradaven les dones - Genevieve Fontanel per L'home a qui agradaven les dones - Valérie Mairesse per Repérages |
| Millor guió - David Mercer per Providence - Michel Audiard per La mort d'un home corrupte - Luis Buñuel et Jean-Claude Carrière per Cet obscur objet du désir - Jean-Loup Dabadie per Nous irons tous au paradis                                                  | Millor música - Miklós Rózsa per Providence - Vladimir Cosma per L'Animal - Francis Lai per Bilitis - Philippe Sarde per Le Crabe-Tambour |
| Millor fotografia - Raoul Coutard per Le Crabe-Tambour - Ricardo Aronovich per Providence - Pierre Lhomme per Dites-lui que je l'aime - Andréas Winding per L'Imprécateur                                                                                         | Millor decorat - Jacques Saulnier, per Providence - Bernard Evein per La Vie devant soi - Jean-Pierre Kohut-Svelko per Nous irons tous au paradis - Hilton McConnico per Dites-lui que je l'aime                                               |
| Millor muntatge - Albert Jurgenson per Providence - Françoise Bonnot per Le Passé simple - Chris Marker per Le fond de l'air est rouge - Henri Lanoë per L'amenaça                                                                                                | Millor so - Jacques Maumont i René Magnol per Providence - Bernard Aubouy per Diabolo menthe - Paul Lainé per Dites-lui que je l'aime - François Bel i Pierre Ley per La Griffe et la Dent - Jean-Pierre Ruh per La Vie devant soi             |
| Millor pel·lícula estrangera - Una jornada particular d'Ettore Scola - Der amerikanische Freund de Wim Wenders - Annie Hall de Woody Allen - Pane e cioccolata de Franco Brusati                                                                                  | Millor curtmetratge d'animació - Rêve de Peter Foldes - Fracture de Gaëtan Brizzi, Paul Brizzi - Kubrik à brac de Dominique Rocher - La Nichée de Gérard Collin - Mordillissimo de Roger Beaurin                                               |
| Millor curtmetratge de ficció - 500 Grammes de foie de veau de Henri Glaeser - Je veux mourir per la patrie de Jean-Paul Sartre, Mosco Boucault - Le Blanc des yeux de Henri Colomer - Sauf dimanches et fêtes de François Ode - Temps souterrain de András Dávid | Millor curtmetratge documental - Le Maréchal-ferrant de Georges Rouquier - Benchavis de Jean-Daniel Simon - La Loterie de la vie de Guy Gilles - Naissance de Frédéric Le Boyer - Samara de Rafi Toumayan                                      |
| César d'honor - Robert Dorfmann | Homenatge - Roberto Rossellini, Charlie Chaplin, Jacques Prévert, René Goscinny |